# 2014–2015-ös angol labdarúgó-bajnokság (másodosztály)
A 2014–2015-ös angol labdarúgó-másodosztály, más néven Sky Bet Championship a bajnokság 22. szezonja a megalakulása óta.

## Változások az előző idényhez képest
A Championshipből feljutott a Premier League-be
- Leicester City
- Burnley
- Queens Park Rangers

A Championshipből kiesett a League One-ba
- Doncaster Rovers
- Barnsley
- Yeovil Town

A Championshipbe kiesett a Premier League-ből
- Norwich City
- Fulham
- Cardiff City

A Championshipbe feljutott a League One-ból
- Wolverhampton Wanderers
- Brentford
- Rotherham United

## Tabella
| #   | Csapat                  | M  | GY | D  | V  | G+ – G– | GK  | P  | Megjegyzések   |
| --- | ----------------------- | -- | -- | -- | -- | ------- | --- | -- | -------------- |
| 1.  | Bournemouth (B) (F)     | 46 | 26 | 12 | 8  | 98–45   | +53 | 90 | Premier League |
| 2.  | Watford (F)             | 46 | 27 | 8  | 11 | 91–50   | +41 | 89 | Premier League |
| 3.  | Norwich City (F) (R)    | 46 | 25 | 11 | 10 | 88–48   | +40 | 86 | Rájátszás      |
| 4.  | Middlesbrough           | 46 | 25 | 10 | 11 | 68–37   | +31 | 85 | Rájátszás      |
| 5.  | Brentford               | 46 | 23 | 9  | 14 | 78–59   | +19 | 78 | Rájátszás      |
| 6.  | Ipswich Town            | 46 | 22 | 12 | 12 | 72–54   | +18 | 78 | Rájátszás      |
| 7.  | Wolverhampton Wanderers | 46 | 22 | 12 | 12 | 70–56   | +14 | 78 |                |
| 8.  | Derby County            | 46 | 21 | 14 | 11 | 85–56   | +29 | 77 |                |
| 9.  | Blackburn Rovers        | 46 | 17 | 16 | 13 | 66–59   | +7  | 67 |                |
| 10. | Birmingham City         | 46 | 16 | 15 | 15 | 54–64   | −10 | 63 |                |
| 11. | Cardiff City            | 46 | 16 | 14 | 16 | 57–61   | −4  | 62 |                |
| 12. | Charlton Athletic       | 46 | 14 | 18 | 14 | 54–60   | −6  | 60 |                |
| 13. | Sheffield Wednesday     | 46 | 14 | 18 | 14 | 43–49   | −6  | 60 |                |
| 14. | Nottingham Forest       | 46 | 15 | 14 | 17 | 71–69   | +2  | 59 |                |
| 15. | Leeds United            | 46 | 15 | 11 | 20 | 50–61   | −11 | 56 |                |
| 16. | Huddersfield Town       | 45 | 13 | 15 | 17 | 58–75   | −17 | 54 |                |
| 17. | Fulham                  | 46 | 14 | 10 | 22 | 62–83   | −21 | 52 |                |
| 18. | Bolton Wanderers        | 46 | 13 | 12 | 21 | 54–67   | −13 | 51 |                |
| 19. | Reading                 | 46 | 13 | 11 | 22 | 48–69   | −21 | 50 |                |
| 20. | Brighton & Hove Albion  | 46 | 10 | 17 | 19 | 44–54   | −10 | 47 |                |
| 21. | Rotherham United        | 46 | 11 | 16 | 19 | 46–67   | −21 | 46 |                |
| 22. | Millwall (K)            | 46 | 9  | 14 | 23 | 42–76   | −34 | 41 | League One     |
| 23. | Wigan Athletic (K)      | 46 | 9  | 12 | 25 | 39–64   | −25 | 39 | League One     |
| 24. | Blackpool (K)           | 45 | 4  | 13 | 28 | 36–91   | −55 | 25 | League One     |

Utolsó frissítés: 2015. május 5. 
Forrás: worldfootball 
A rangsorolás alapszabályai: 1. összpontszám, 2. egymás elleni eredmények összpontszáma, 3. gólkülönbség, 4. szerzett gólok száma.
(B): Bajnokcsapat, (K): Kieső csapat, (F): Feljutó csapat, (I): Kupainduló, (R): A rájátszás győztese, (KGY): Kupagyőztes

- Az utolsó fordulóban befejezetlen Blackpool-Huddersfield mérkőzés 2015. május 14-én kerül megrendezésre.

## Rájátszás
|  | Elődöntők     | Elődöntők     | Elődöntők    |   |               | Döntő         | Döntő | Döntő |
|  |               |               |              |   |               |               |       |       |
|  |               |               |              |   |               |               |       |       |
|  | Brentford     | Brentford     | 1 0          |   |               |               |       |       |
|  | Middlesbrough | Middlesbrough | 2 3          |   |               |               |       |       |
|  |               |               |              |   |               |               |       |       |
|  |               |               |              |   |               |               |       |       |
|  |               |               |              |   | Middlesbrough | Middlesbrough | 0     |       |
|  |               | Norwich City  | Norwich City | 2 |               |               |       |       |
|  |               |               |              |   |               |               |       |       |
|  |               |               |              |   |               |               |       |       |
|  |               |               |              |   |               |               |       |       |
|  |               |               |              |   |               |               |       |       |
|  | Ipswich Town  | Ipswich Town  | 1            |   |               |               |       |       |
|  | Norwich City  | Norwich City  | 1 3          |   |               |               |       |       |

### Elődöntők
| 2015. május 8. 20:45 (CEST) |

| Brentford | 1-2               | Middlesbrough             |
| --------- | ----------------- | ------------------------- |
| Gray 54'  | (0-1) Jegyzőkönyv | 26' Vossen 90' Amorebieta |

| Griffin Park, Brentford Nézőszám: 11 691 Játékvezető: Jonathan Moss |

| 2015. május 15. 20:45 (CEST) |

| Middlesbrough                  | 3-0               | Brentford |
| ------------------------------ | ----------------- | --------- |
| Tomlin 23' Kike 55' Adomah 78' | (1-0) Jegyzőkönyv |           |

| Riverside, Middlesbrough Nézőszám: 33 266 Játékvezető: Lee Mason |

Továbbjutott a Middlesbrough 5–1-es összesítéssel.
| 2015. május 9. 13:15 (CEST) |

| Ipswich Town | 1-1               | Norwich City |
| ------------ | ----------------- | ------------ |
| Anderson 45' | (1-1) Jegyzőkönyv | 41' Howson   |

| Portman Road, Ipswich Nézőszám: 29 166 Játékvezető: Anthony Taylor |

| 2015. május 16. 13:15 (CEST) |

| Norwich City                                   | 3-1               | Ipswich Town |
| ---------------------------------------------- | ----------------- | ------------ |
| Hoolahan 50' (11-esből) Redmond 64' Jerome 76' | (0-0) Jegyzőkönyv | 60' Smith    |

| Carrow Road, Norwich Nézőszám: 26 994 Játékvezető: Roger East |

Továbbjutott a Norwich City 4-2-es összesítéssel.

### Döntő
| 2015. május 25. 16:00 (CEST) |

| Middlesbrough | 0-2               | Norwich City           |
| ------------- | ----------------- | ---------------------- |
|               | (0-2) Jegyzőkönyv | 12' Jerome 15' Redmond |

| Wembley Stadion, London Nézőszám: 85 656 Játékvezető: Mike Dean |

A Norwich City jutott fel az első osztályba.

## Góllövőlista
A Play-off mérkőzéseket is beleszámítva